# Quirinus Harder
Quirinus Harder (Rotterdam, 1801 – Vlissingen, 21 oktober 1880) was een Nederlands architect. Hij was hoofdconstructeur van de bouwkundige dienst van het loodswezen. Harder heeft in opdracht van het Rijk diverse vuurtorens ontworpen. Harder ontwierp vuurtorens uit gietijzer, dat als constructiemateriaal in het midden van de negentiende eeuw nieuw was. Het gebruik van gietijzer voor vuurtorens begon in Groot-Brittannië. Waarschijnlijk heeft Harder tijdens een studiereis hiermee kennisgemaakt.

## Vuurtorens ontworpen door Harder
- 1856: Lage vuurtoren van Noord-Schouwen
- 1856: Hoge vuurtoren van Noord-Schouwen (alleen bovenste deel)
- 1862: Vuurtoren aan het Flaauwe Werk (waarschijnlijk)
- 1863: Vuurtoren Eierland (Texel)
- 1866: Nieuwe Sluis (Breskens)
- 1875: Noorderhoofd (Westkapelle)
- 1875: Vuurtoren van Scheveningen
- 1876: Vuurduin (Vlieland)
- 1877: Kijkduin (vuurtoren) (Huisduinen)
- 1878: Lage vuurtoren van IJmuiden
- 1878: Hoge vuurtoren van IJmuiden
- 1880: Vuurtoren van Ameland

Tevens heeft hij de Emder Kaap op Rottumeroog en de IJzeren kaap op Texel ontworpen.

## Foto's

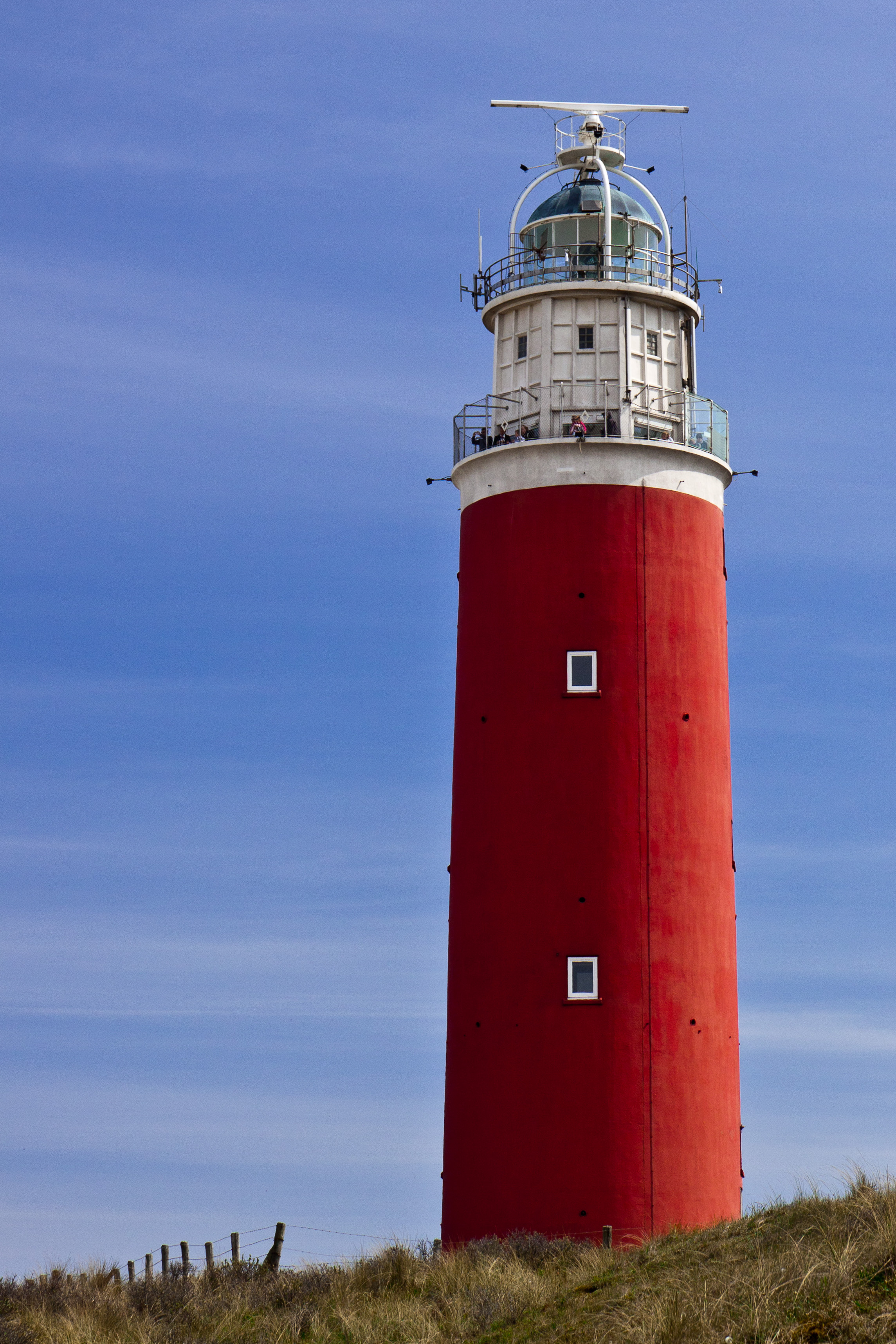
Eierland
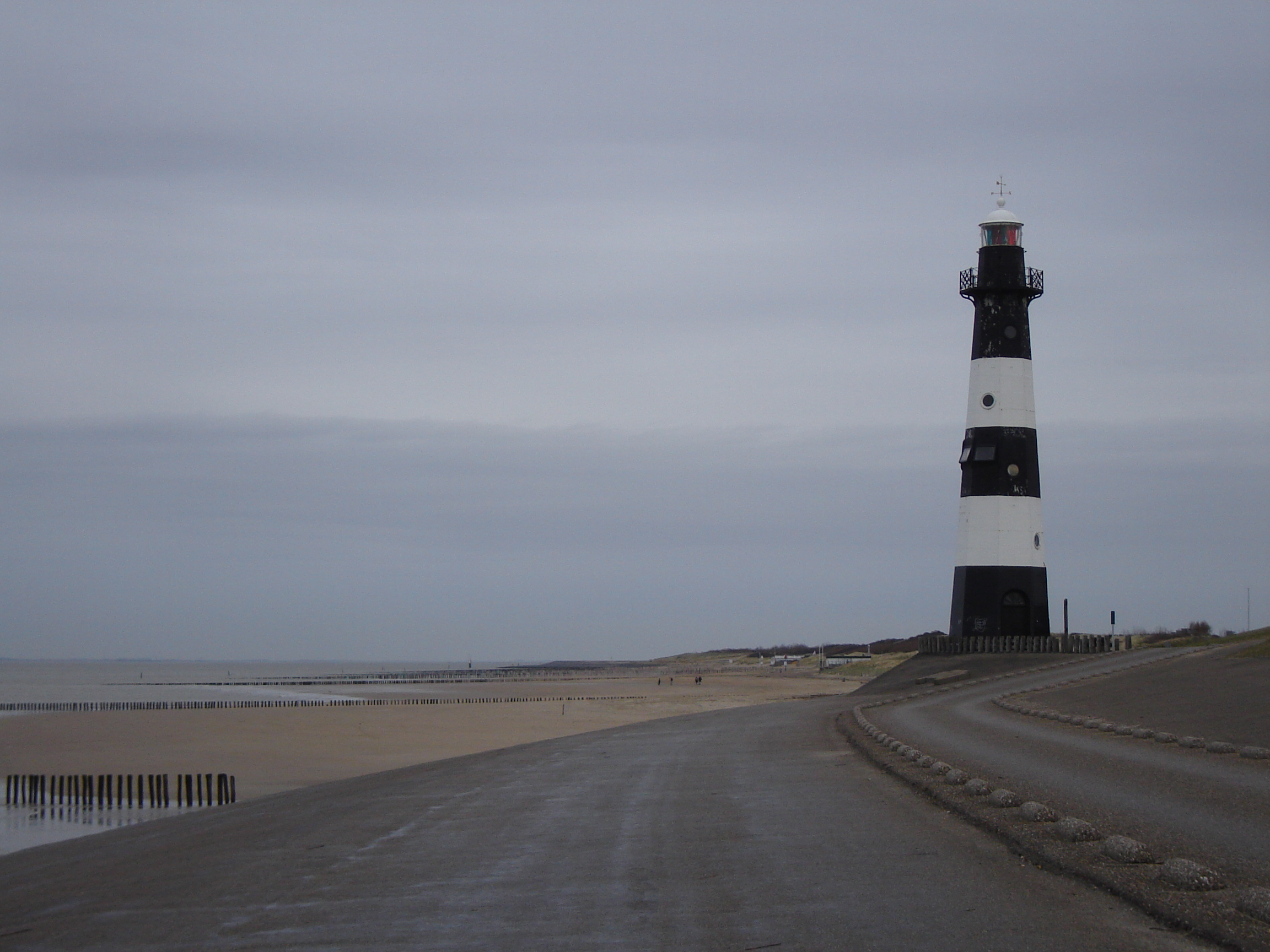
Nieuwe Sluis
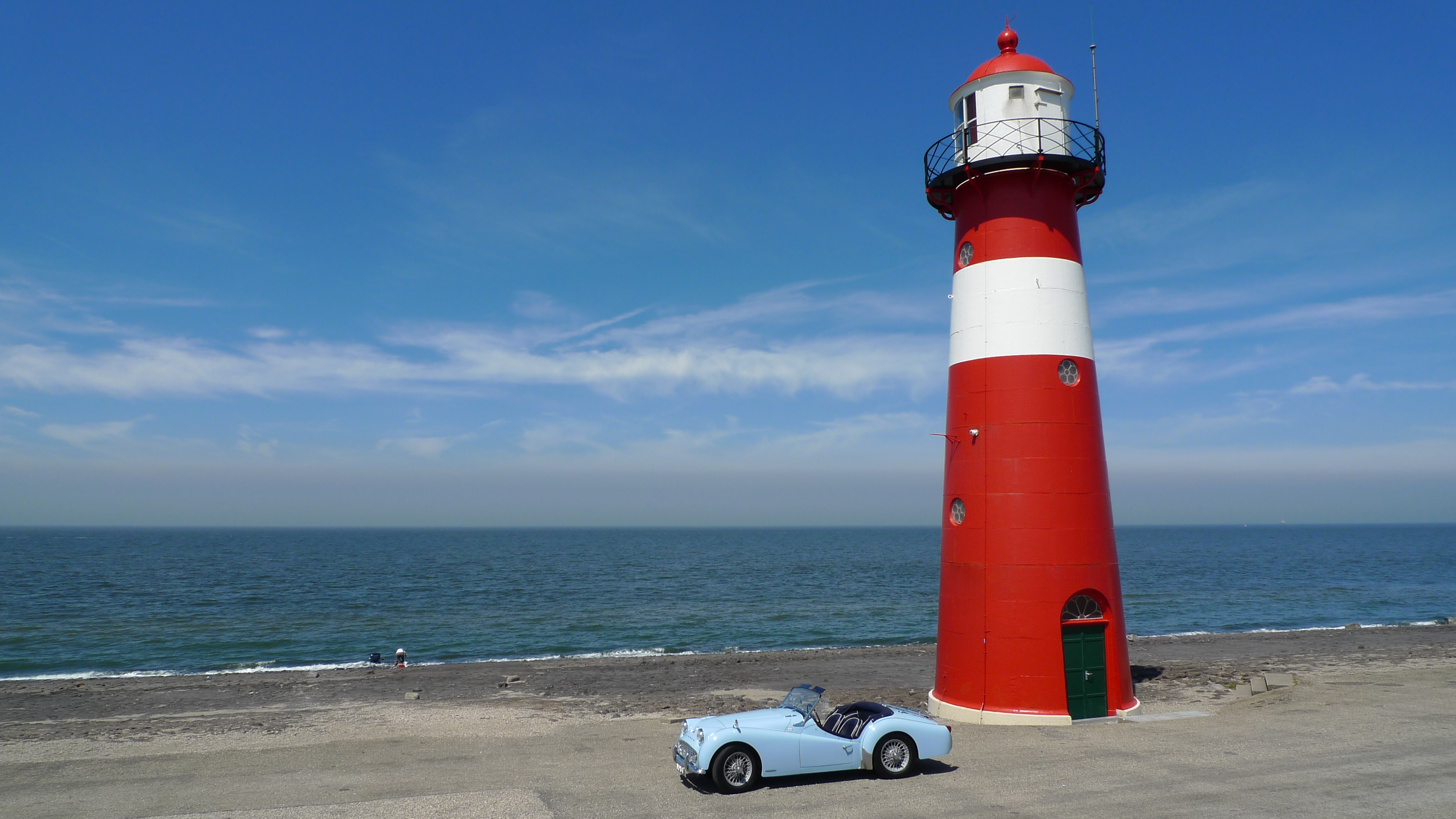
Noorderhoofd
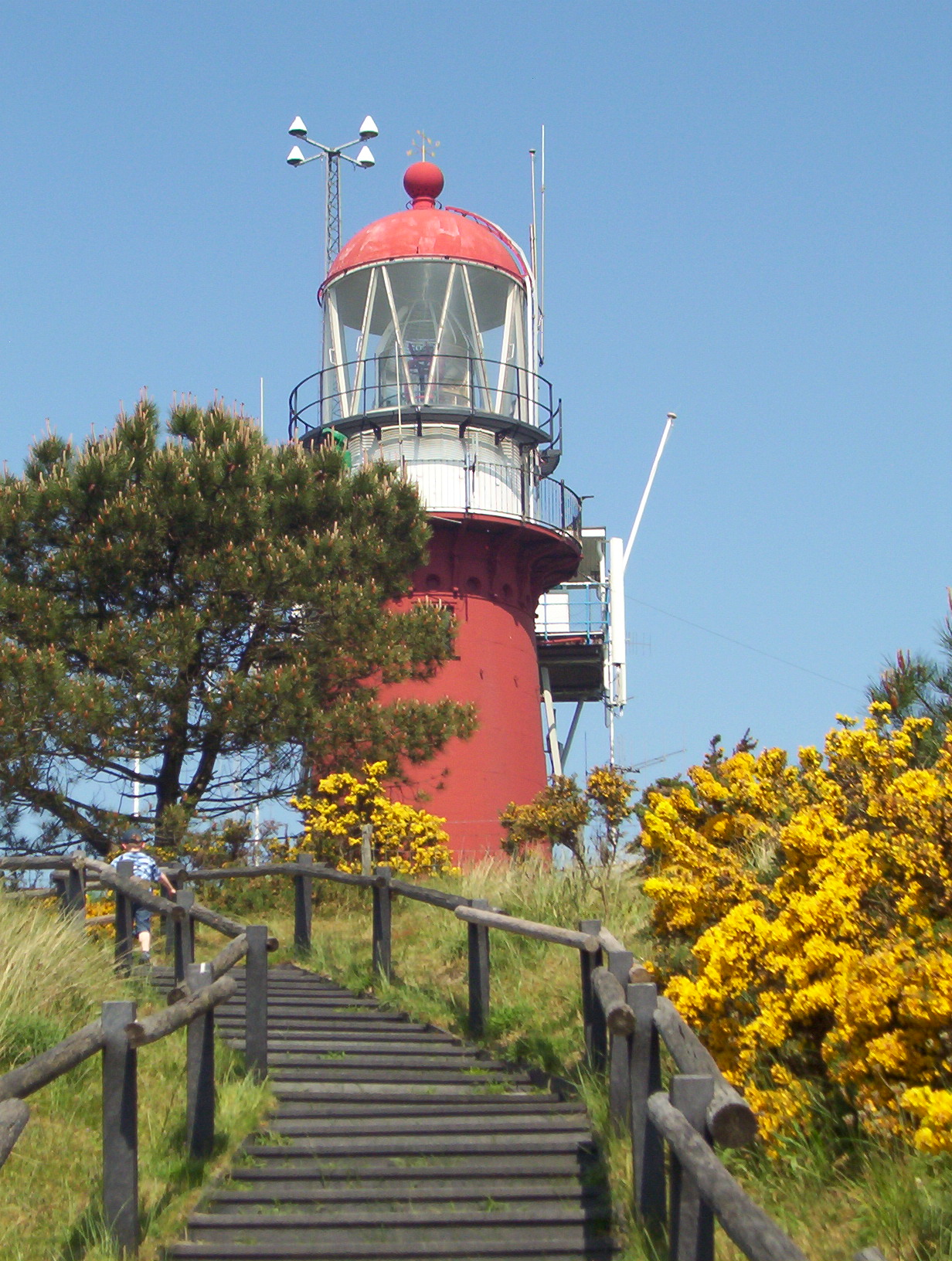
Vuurduin (Vlieland)
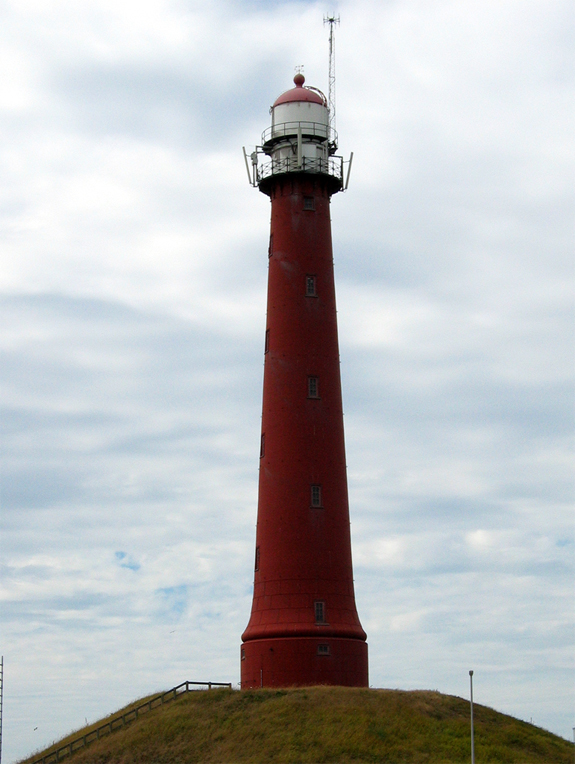
IJmuiden
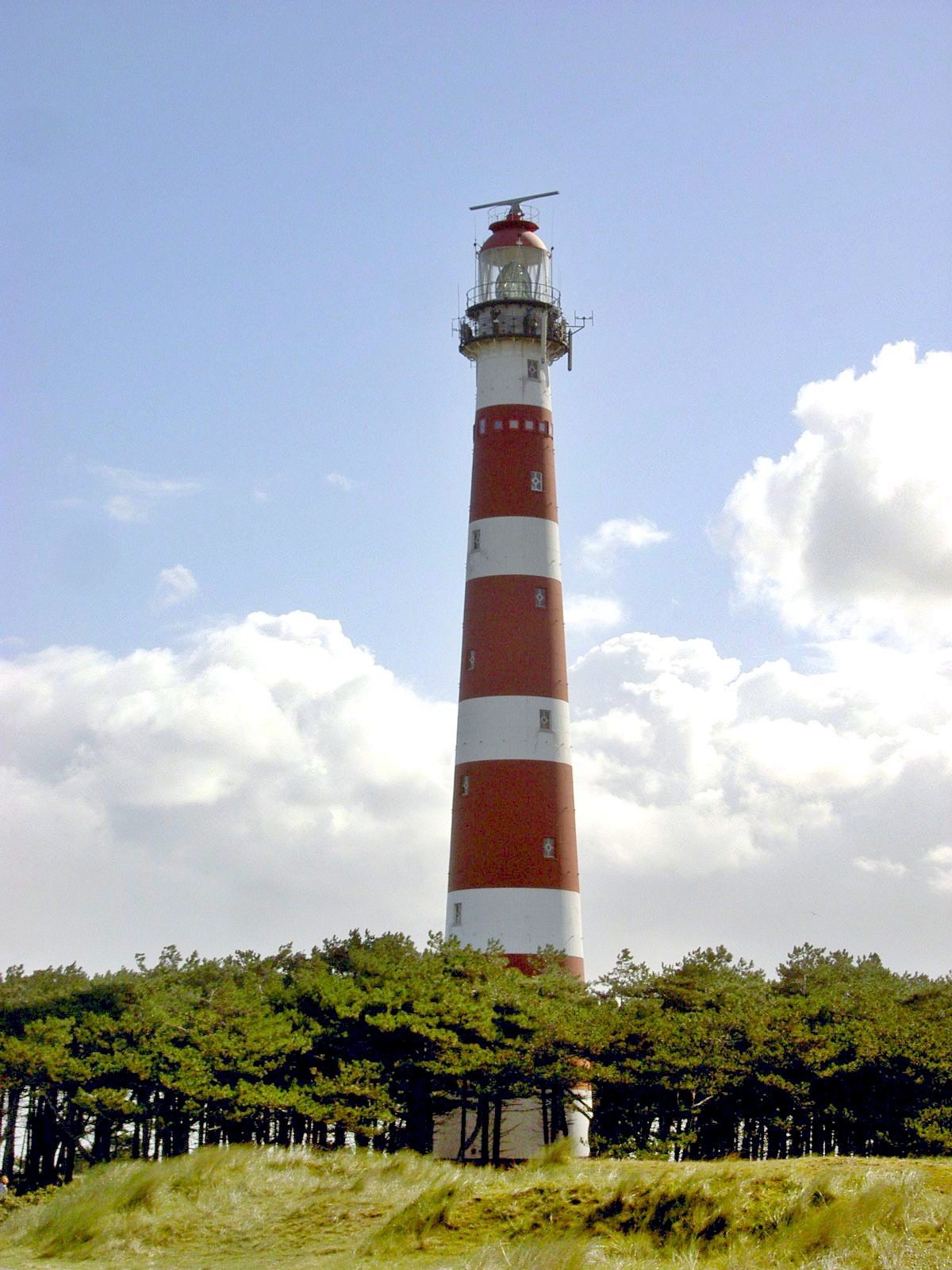
Bornrif (Ameland)
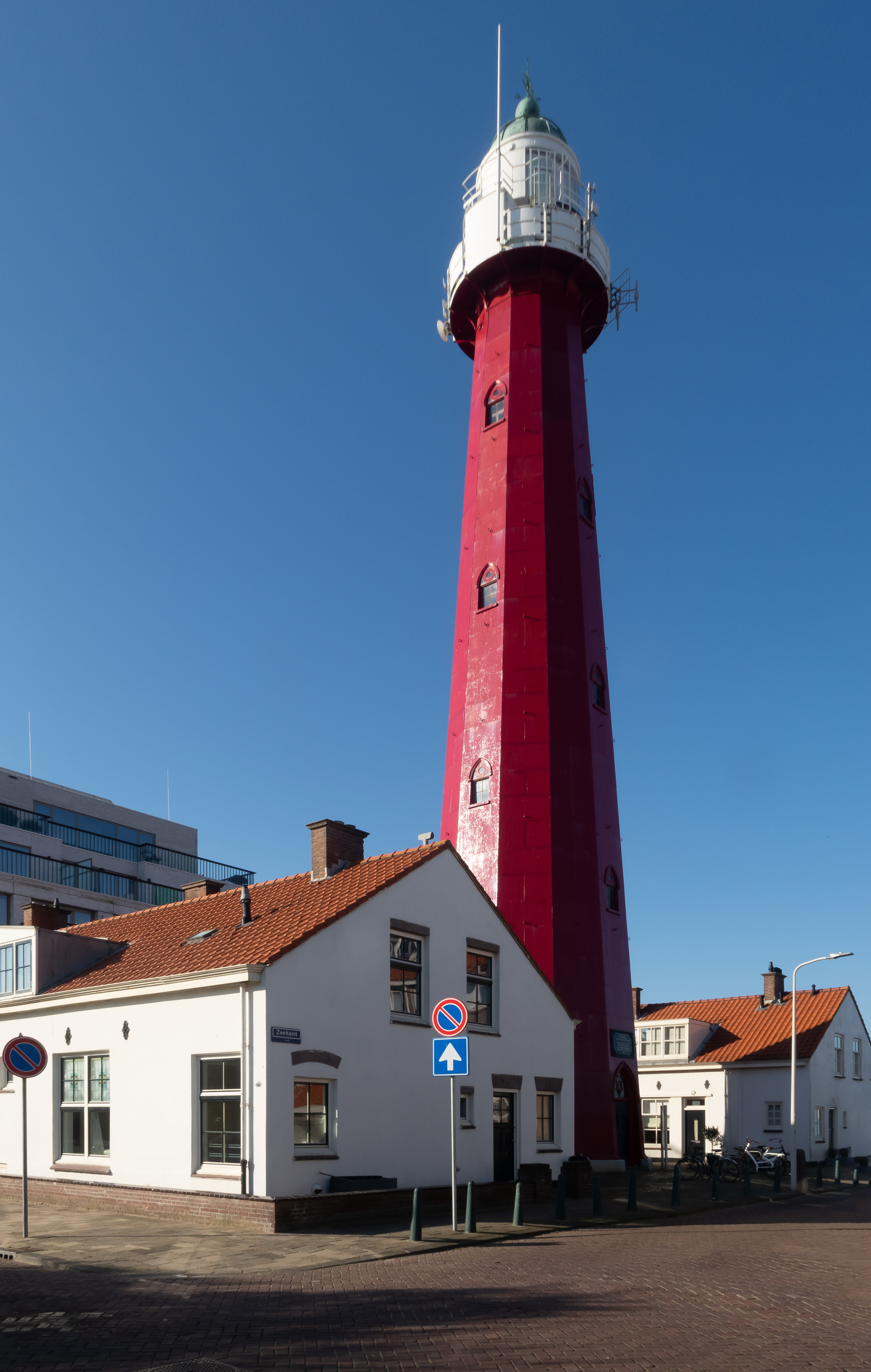
Scheveningen
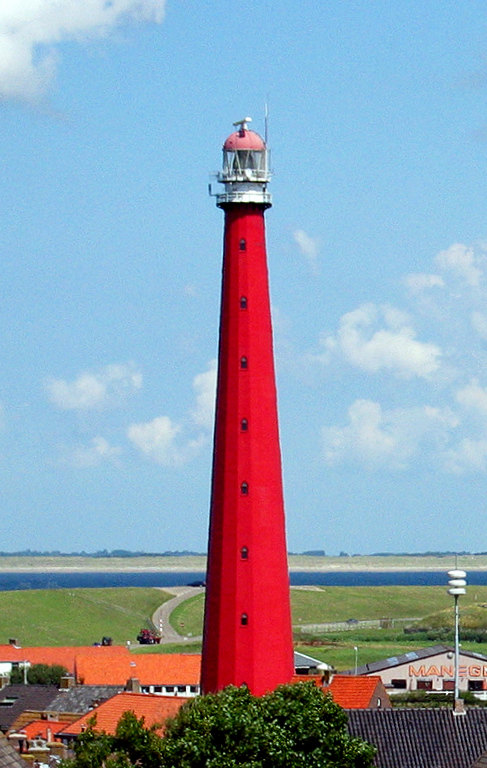
Lange Jaap (Den Helder)